# Erythropotamos

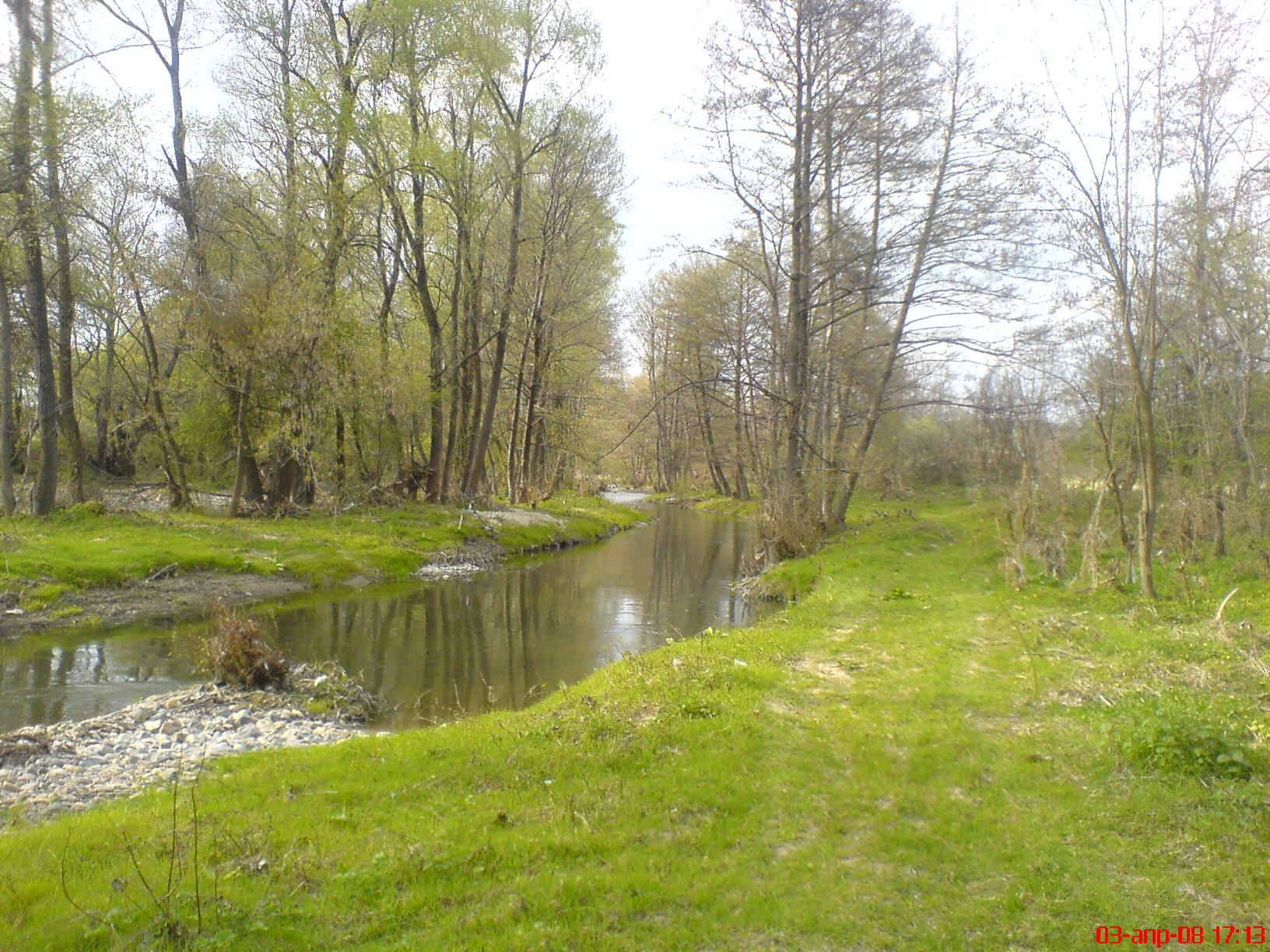
Der Luda reka in Bulgarien

Der Erythropotamos (griechisch Ερυθροπόταμος ‚roter Fluss‘, bulgarisch Луда река Luda reka ‚verrückter Fluss‘, türkisch Küzüldeli Su) ist ein Fluss in Griechenland und Bulgarien, der in den griechischen Rhodopen südlich Mega Derio entspringt, ein kurzes Stück durch Bulgarien fließt, etwa 20 Kilometer die gemeinsame Grenze bildet und dann bei Didymoticho nach insgesamt etwa 100 Kilometern in den Evros (Mariza) mündet.
Der Flusslauf befindet sich auf griechischer Seite vollständig im thrakischen Regionalbezirk Evros; die bulgarischen Anteile gehören zur Gemeinde Iwajlowgrad in der Oblast Chaskowo. In Bulgarien fließt der Luda reka durch die größtenteils verlassenen Dörfer Gorno Lukowo und Dolno Lukowo (Ober- und Nieder-Lukowo) sowie Siw Kladenez und nimmt den Zufluss Bjala reka (‚Weißer Fluss‘) auf. Berührt wird u. a. das Gemeindegebiet von Mandritsa.